# Vuelo 806 de Pan Am
El vuelo 806 de Pan Am era un vuelo regular internacional de Auckland (Nueva Zelanda) a Los Ángeles (California, Estados Unidos) con paradas intermedias en Pago Pago (Samoa Americana) y Honolulu (Hawái). El 30 de enero de 1974, el Boeing 707 llamado Clipper Radiant se estrelló al acercarse al Aeropuerto Internacional de Pago Pago, matando a 87 pasajeros y diez miembros de la tripulación.
La Junta Nacional de Seguridad en el Transporte (NTSB) determinó que la causa probable del accidente fue la identificación tardía por parte de la tripulación de vuelo de la cizalladura del viento inducida por microrráfagas. Otros factores incluyeron la mala visibilidad y la falta de avisos de altitud y velocidad aérea por parte de la tripulación.

## Aeronave y tripulación
La aeronave involucrada era un Boeing 707-321B propulsado por motores Pratt & Whitney JT3D-3B. Registrado N454PA con número de serie de fabricante 19376/661, había acumulado 21.625 horas de fuselaje desde su primer vuelo en 1967. Fue pilotado por el Capitán Leroy Petersen, de 52 años, quien tenía 17.414 horas de tiempo de piloto de las cuales 7.416 horas fueron en el 707. El copiloto fue el primer oficial Richard Gaines, de 37 años, con un total de 5107 horas de pilotaje en el 707. El tercer oficial fue James Phillips, de 43 años, con un total de 5208 horas de piloto, de las cuales 4706 fueron en el 707 y el ingeniero de vuelofue Gerry Green, de 37 años, que tuvo un total de 2399 horas como ingeniero de vuelo y primer oficial de reserva, de las cuales 1444 fueron en el 707.
Aunque Gaines estaba programado para actuar como primer oficial en el vuelo, se enfermó de laringitis y, como tal, fue reemplazado por el tercer oficial Phillips, quien actuó como primer oficial mientras Gaines permanecía en la cabina en el asiento auxiliar.

## Accidente
A las 20:14, el vuelo 806 partió de Auckland con 91 pasajeros y 10 miembros de la tripulación a bordo con un plan de vuelo de reglas de vuelo por instrumentos (IFR) a Pago Pago.
A las 23:34, el vuelo había descendido a 5.500 pies (1.700 m) y capturó el radial de 226 grados del rango omnidireccional (VOR) de Pago Pago VHF y volaba con el rumbo recíproco de 46 grados. El control de aproximación de Pago Pago informó vientos cero uno cero grados a uno cinco con ráfagas dos cero.
El vuelo estaba recibiendo señales del localizador y estaba utilizando el sistema de aterrizaje por instrumentos (ILS) para la pista 5. A las 23:38, el controlador de aproximación informó al vuelo de un fuerte chubasco en el aeropuerto, luego a las 23:39 indicó que el viento era cero tres cero grados a dos cero, rachas dos cinco. El vuelo transmitió "Ocho cero seis, wilco" a las 23:39:41. Esta fue la última comunicación recibida del vuelo 806.
El registrador de voz de la cabina (CVR) registró la conversación normal de la cabina durante el último minuto del vuelo. A las 23:40:22 el copiloto informó "Estás un poco alto" ya las 23:40:33 "Estás en mínimos". A las 23:40:35 el primer oficial dijo "Campo a la vista" y luego "Gire a la derecha" seguido de "ciento cuarenta nudos". La CVR no registró más conversaciones.
A las 23:40:42, el 707 entró en contacto con árboles a 3865 pies (1178 m) antes del umbral de la pista 5. La aeronave primero impactó contra el suelo 236 pies más y atravesó una densa vegetación durante otros 539 pies (164 m) antes de estrellarse contra una pared de roca de tres pies de altura. Los cuatro motores se soltaron del ala y el fuselaje resultó gravemente dañado. Un incendio posterior al impacto consumió la mayor parte de la aeronave.

## Consecuencias
La tripulación de 10 y 87 pasajeros finalmente murió como causa directa del accidente. En particular, todos los pasajeros y la tripulación sobrevivieron al impacto inicial. Los sobrevivientes informaron que las fuerzas que experimentaron fueron un poco más severas que un aterrizaje normal. Después de un examen, se encontró que el interior de la cabina no sufrió daños por el choque.
Nueve pasajeros y un miembro de la tripulación, el tercer oficial Phillips, sobrevivieron al choque inicial y al incendio posterior al accidente. Un pasajero murió el día después del accidente. Tres días después del accidente fallecieron el tripulante restante y tres pasajeros. Un pasajero murió nueve días después del accidente. De acuerdo con NTSB 49 CFR parte 830, las muertes que ocurran más de siete días después del accidente no se atribuirán a dicho accidente.

## Investigación
El informe final de la NTSB del 6 de octubre de 1977 determinó que la causa probable del accidente fue:

El reconocimiento tardío por parte de la tripulación de vuelo y la falta de corrección oportuna de una velocidad de descenso excesiva que se desarrolló como resultado de la penetración de la aeronave a través de cambios de viento desestabilizadores. Los vientos tenían componentes horizontales y verticales producidos por un fuerte aguacero e influenciados por el desnivel del terreno cercano a la trayectoria de aproximación de la aeronave. El reconocimiento del capitán se vio obstaculizado por la visibilidad restringida, los efectos ilusorios de un enfoque de "agujero negro", el monitoreo inadecuado de los instrumentos de vuelo y la falla de la tripulación para indicar la velocidad de descenso durante los últimos 15 segundos de vuelo.